# شهرستان پلت (نبراسکا)
شهرستان پلت، نبراسکا (به انگلیسی: Platte County, Nebraska) یک سکونتگاه مسکونی در ایالات متحده آمریکا است که در نبراسکا واقع شده‌است.

## خصوصیات
شهرستان پلت ۱٬۷۸۴٫۵۱ کیلومترمربع مساحت دارد.